# Miwok de la sierra central
El miwok de la sierra central és una de les llengües miwok parlades a Califòrnia, a l'alt de les valls del Stanislaus i Tuolumne. El 1994 tenia sis parlants a la tribu reconeguda federalment Ranxeria Chicken Ranch dels indis Me-wuk de Califòrnia.